# 祥和
祥和（？—？），正红旗人，清朝政治人物。笔帖式出身。
祥和曾于1878年接替杨开第任娄县知县一职，1879年由茅绍祺接任。